# Xu Jiayu
Xu Jiayu (en chino: 徐嘉余; Anji, 19 de agosto de 1995) es un deportista chino que compite en natación, especialista en el estilo espalda.
Participó en cuatro Juegos Olímpicos de Verano, entre los años 2012 y 2024, obteniendo cinco medallas, plata en Río de Janeiro 2016 (100 m espalda), plata en Tokio 2020 (4 × 100 m estilos) y tres en París 2024, oro en 4 × 100 m estilos y plata en 100 m espalda y 4 × 100 m estilos mixto.
Ganó siete medallas en el Campeonato Mundial de Natación entre los años 2017 y 2025, y tres medallas en el Campeonato Mundial de Natación en Piscina Corta, en los años 2016 y 2018.

## Palmarés internacional
| Juegos Olímpicos                    | Juegos Olímpicos        | Juegos Olímpicos  | Juegos Olímpicos        |
| Año                                 | Lugar                   | Medalla           | Prueba                  |
| ----------------------------------- | ----------------------- | ----------------- | ----------------------- |
| 2016                                | Río de Janeiro (Brasil) | Medalla de plata  | 100 m espalda           |
| 2020                                | Tokio (Japón)           | Medalla de plata  | 4 × 100 m estilos       |
| 2024                                | París (Francia)         | Medalla de oro    | 4 × 100 m estilos       |
| 2024                                | París (Francia)         | Medalla de plata  | 100 m espalda           |
| 2024                                | París (Francia)         | Medalla de plata  | 4 × 100 m estilos mixto |
| Campeonato Mundial                  |                         |                   |                         |
| Año                                 | Lugar                   | Medalla           | Prueba                  |
| 2017                                | Budapest (Hungría)      | Medalla de oro    | 100 m espalda           |
| 2017                                | Budapest (Hungría)      | Medalla de bronce | 4 × 100 m estilos       |
| 2019                                | Gwangju (Corea del Sur) | Medalla de oro    | 100 m espalda           |
| 2023                                | Fukuoka (Japón)         | Medalla de oro    | 4 × 100 m estilos mixto |
| 2023                                | Fukuoka (Japón)         | Medalla de plata  | 4 × 100 m estilos       |
| 2023                                | Fukuoka (Japón)         | Medalla de bronce | 50 m espalda            |
| 2025                                | Singapur (Singapur)     | Medalla de plata  | 4 × 100 m estilos mixto |
| Campeonato Mundial en Piscina Corta |                         |                   |                         |
| Año                                 | Lugar                   | Medalla           | Prueba                  |
| 2016                                | Windsor (Canadá)        | Medalla de bronce | 100 m espalda           |
| 2018                                | Hangzhou (China)        | Medalla de plata  | 100 m espalda           |
| 2018                                | Hangzhou (China)        | Medalla de bronce | 4 × 200 m libre         |